# Agrypon japonicum
Agrypon japonicum är en stekelart som beskrevs av Tohru Uchida 1928. Agrypon japonicum ingår i släktet Agrypon och familjen brokparasitsteklar. Inga underarter finns listade i Catalogue of Life.